# Jean Rémond
Pour les articles homonymes, voir Rémond.
Jean Rémond, né le 9 juillet 1922 à Charolles en Saône-et-Loire et mort le 20 février 2009 à Autun, est un évêque catholique français, évêque auxiliaire de la Mission de France de 1975 à 1987.

## Repères biographiques
Jean Rémond est ordonné prêtre le 25 mars 1950.
Nommé évêque auxiliaire de la Mission de France le 6 mai 1975 avec le titre d'évêque in partibus d’Utimma (de), il est consacré le 14 juin suivant par le cardinal François Marty.  
Le 21 décembre 1987, à l'âge de 65 ans, il se retire de ses fonctions.